# Kagamil
Kagamil (in aleutino Qagaamila, chiamata anche Chuginok e Kigalga) è una delle isole Four Mountains, nell'arcipelago delle Aleutine, e appartiene all'Alaska (USA).
L'isola lunga 10 km e larga 5 km si trova 6 km a nord di Chuginadak e 2 km a sud di Uliaga, mentre verso est, a 55 km si trova Umnak, che fa parte delle Fox. La parte meridionale dell'isola è dominata dal vulcano Kagamil che ha due coni: il maggiore raggiunge gli 893 m di altezza, l'altro i 610 m. L'ultima eruzione conosciuta risale al 1929. L'isola è stata esplorata nel 1840 da padre Veniaminov Sant'Innocenzo d'Alaska.